# Lista siturilor arheologice din județul Alba - V
Lista siturilor arheologice din județul Alba - V conține toate siturile arheologice din județul Alba înscrise în Repertoriul Arheologic Național (RAN) și aflate în localități al căror nume începe cu litera V. RAN este administrat de Ministerul Culturii și Patrimoniului Național și cuprinde date științifice, cartografice, topografice, imagini și planuri, precum și orice alte informații privitoare la zonele cu potențial arheologic, studiate sau nu, încă existente sau dispărute.
Puteți căuta un sit din localitățile care încep cu litera V folosind formularul de mai jos sau puteți naviga prin toate siturile din județ la Lista siturilor arheologice din județul Alba.
| Cuprins                                                       |
| ------------------------------------------------------------- |
| Top - A B C D E F G H I J K L M N O P Q R S Ș T Ț U V W X Y Z |

| Cod RAN                                  | Denumire | Localitate                                | Adresă                                                  | Datare                         | Descoperit | Coordonate                                      | Imagine           | Erori            |
| ---------------------------------------- | --- | ----------------------------------------- | ------------------------------------------------------- | ------------------------------ | ---------- | ----------------------------------------------- | ----------------- | ---------------- |
| 8997.01.01 (Cod LMI: AB-I-s-B-00087)     | Ruinele cetății Zebernicului de la Valea Vințului / ansamblu Ruinele cetății Zebernicului (Categorie: locuire civilă) (Tip: Cetate)                                             | sat Valea Vințului, comuna Vințu de Jos   |                                                         |                                |            |                                                 | Încărcați imagine | Raportați eroare |
| 8835.02.01 (Cod LMI: AB-II-m-B-00395.01) | Mănăstirea romano-catolică medievală de la Vințu de Jos / ansamblu Biserică romano-catolică (Categorie: structură de cult/religioasă) (Tip: Biserică)                           | sat Vințu de Jos, comuna Vințu de Jos     | str. Preot Nicolae Maniu 6, punct Mănăstirea Dominicană | 1726                           |            |                                                 | Încărcați imagine | Raportați eroare |
| 8835.02.02 (Cod LMI: AB-II-m-B-00395.02) | Mănăstirea romano-catolică medievală de la Vințu de Jos / ansamblu anonim (Categorie: structură de cult/religioasă) (Tip: Claustru)                                             | sat Vințu de Jos, comuna Vințu de Jos     | str. Preot Nicolae Maniu 6, punct Mănăstirea Dominicană | 1726                           |            |                                                 | Încărcați imagine | Raportați eroare |
| 8835.02.03 (Cod LMI: AB-II-a-B-00395)    | Mănăstirea romano-catolică medievală de la Vințu de Jos / ansamblu anonim (Categorie: structură de cult/religioasă) (Tip: necropola)                                            | sat Vințu de Jos, comuna Vințu de Jos     | str. Preot Nicolae Maniu 6, punct Mănăstirea Dominicană |                                |            |                                                 | Încărcați imagine | Raportați eroare |
| 6921.01.01                               | Locuirea medievală târzie de la Vârtop - "Nămaș" / ansamblu Construcția nr. 1 (Categorie: locuire) (Tip: Construcție sezonieră)                                                 | sat Vârtop, comuna Roșia Montană          | Nămaș                                                   | sec. XVII-XVIII                |            |                                                 | Încărcați imagine | Raportați eroare |
| 6921.01.02                               | Locuirea medievală târzie de la Vârtop - "Nămaș" / ansamblu anonim (Categorie: locuire) (Tip: Locuire)                                                                          | sat Vârtop, comuna Roșia Montană          | Nămaș                                                   | sec. XVII-XVIII                |            |                                                 | Încărcați imagine | Raportați eroare |
| 5201.01.01                               | Așezări neo-eneolitice la Vălișoara- Pleașa Peșterii / ansamblu anonim (Categorie: locuire civilă) (Tip: Așezare)                                                               | sat Vălișoara, comuna Livezile            | Pleașa Peșterii, Cornu                                  | Turdaș                         |            |                                                 | Încărcați imagine | Raportați eroare |
| 1776.01.01                               | Așezarea eneolitică de la Vinerea- Ruinele Bisericii / ansamblu anonim (Categorie: locuire civilă) (Tip: Așezare)                                                               | localitate componentă Vinerea, oraș Cugir | Ruinele Bisericii                                       |                                |            |                                                 | Încărcați imagine | Raportați eroare |
| 1776.02                                  | Topoare eneolitice din cupru de la Vinerea - "Balastieră" (Categorie: descoperire izolată) (Tip: obiect izolat)                                                                 | localitate componentă Vinerea, oraș Cugir | Balastieră                                              |                                |            |                                                 | Încărcați imagine | Raportați eroare |
| 8005.01                                  | Ciocan neolitic de la Vingard (Categorie: descoperire izolată) (Tip: obiect izolat)                                                                                             | sat Vingard, comuna Șpring                |                                                         |                                |            |                                                 | Încărcați imagine | Raportați eroare |
| 8835.03.01                               | Așezarea preistorică din fostul sat Sibișel- Dealul Satului / ansamblu anonim (Categorie: locuire civilă) (Tip: Așezare)                                                        | sat Vințu de Jos, comuna Vințu de Jos     | Dealul Satului                                          |                                |            |                                                 | Încărcați imagine | Raportați eroare |
| 8835.04                                  | Topoare neolitice de la Vințu de Jos - "Podul de cale ferată" (Categorie: descoperire izolată) (Tip: obiect izolat)                                                             | sat Vințu de Jos, comuna Vințu de Jos     | Podul de cale ferată                                    |                                |            |                                                 | Încărcați imagine | Raportați eroare |
| 8835.05                                  | Sceptru zoomorf eneolitic de la Vințu de Jos - "Baia" (Categorie: descoperire izolată) (Tip: obiect izolat)                                                                     | sat Vințu de Jos, comuna Vințu de Jos     | Baia                                                    |                                |            |                                                 | Încărcați imagine | Raportați eroare |
| 8835.06.01                               | Posibile locuiri eneolitice la Vințu de Jos / ansamblu anonim (Categorie: locuire civilă) (Tip: Așezare)                                                                        | sat Vințu de Jos, comuna Vințu de Jos     | Râpa Mare                                               |                                |            |                                                 | Încărcați imagine | Raportați eroare |
| 8363.01.01                               | Așezarea neolitică de la Valea Lungă / ansamblu anonim (Categorie: locuire civilă) (Tip: Așezare)                                                                               | sat Valea Lungă, comuna Valea Lungă       |                                                         | Petrești                       |            |                                                 | Încărcați imagine | Raportați eroare |
| 8979.01.01                               | Așezarea neolitică de la Valea Goblii- Tormatelep / ansamblu anonim (Categorie: locuire civilă) (Tip: Așezare)                                                                  | sat Valea Goblii, comuna Vințu de Jos     | Tormatelep                                              | Turdaș                         |            |                                                 | Încărcați imagine | Raportați eroare |
| 8835.07.01 (Cod LMI: AB-II-m-B-00394)    | Castelul Martinutzzi de la Vințu de Jos / ansamblu Castelul Martinutzzi (Categorie: locuire) (Tip: Castel)                                                                      | sat Vințu de Jos, comuna Vințu de Jos     | str. Mihai Eminescu 27                                  | 1551, cu modificări ulterioare |            |                                                 | Încărcați imagine | Raportați eroare |
| 8835.08.01                               | Castelul Bethlen de la Vințu de Jos / ansamblu anonim (Categorie: construcție) (Tip: Castel)                                                                                    | sat Vințu de Jos, comuna Vințu de Jos     |                                                         | sec. XIV - XVI                 |            |                                                 | Încărcați imagine | Raportați eroare |
| 8835.08.02                               | Castelul Bethlen de la Vințu de Jos / ansamblu anonim (Categorie: construcție) (Tip: Mănăstire)                                                                                 | sat Vințu de Jos, comuna Vințu de Jos     |                                                         | sec. XIV - XV                  |            |                                                 | Încărcați imagine | Raportați eroare |
| 5531.01.01 (Cod LMI: AB-II-m-A-00384)    | Situl Mănăstirii Bisericii de lemn "Sf. Nicolae" de la Valea Lupșii / ansamblu Biserica de lemn "Sf. Nicolae" (Categorie: structură de cult/religioasă) (Tip: Biserică de lemn) | sat Valea Lupșii, comuna Lupșa            |                                                         | 1429                           |            | 46°22′10″N 23°11′19″E / 46.369437°N 23.188705°E | Încărcați imagine | Raportați eroare |
| 5531.01.02 (Cod LMI: AB-II-m-A-00384)    | Situl Mănăstirii Bisericii de lemn "Sf. Nicolae" de la Valea Lupșii / ansamblu anonim (Categorie: structură de cult/religioasă) (Tip: Biserică de lemn)                         | sat Valea Lupșii, comuna Lupșa            |                                                         | sec. XVIII                     |            | 46°22′10″N 23°11′19″E / 46.369437°N 23.188705°E | Încărcați imagine | Raportați eroare |
| 8835.11.01                               | Villa rustica de la Vințu de Jos / ansamblu anonim (Categorie: locuire civilă) (Tip: Locuire)                                                                                   | sat Vințu de Jos, comuna Vințu de Jos     |                                                         | romană                         |            |                                                 | Încărcați imagine | Raportați eroare |
| 8835.01.01                               | Situl arheologic de la Vințu de Jos (Sibișeni) - "Deasupra satului" / ansamblu anonim (Categorie: locuire civilă) (Tip: Așezare)                                                | sat Vințu de Jos, comuna Vințu de Jos     | Deasupra satului                                        | Wietenberg                     | 1960       |                                                 | Încărcați imagine | Raportați eroare |
| 8835.01.02                               | Situl arheologic de la Vințu de Jos (Sibișeni) - "Deasupra satului" / ansamblu anonim (Categorie: locuire civilă) (Tip: Așezare)                                                | sat Vințu de Jos, comuna Vințu de Jos     | Deasupra satului                                        |                                | 1960       |                                                 | Încărcați imagine | Raportați eroare |
| 8835.01.02                               | Situl arheologic de la Vințu de Jos (Sibișeni) - "Deasupra satului" / complex L. 1/2000 (Categorie: locuire civilă) (Tip: locuință)                                             | sat Vințu de Jos, comuna Vințu de Jos     | Deasupra satului                                        |                                | 1960       |                                                 | Încărcați imagine | Raportați eroare |
| 8835.01.02                               | Situl arheologic de la Vințu de Jos (Sibișeni) - "Deasupra satului" / complex L. 2/2000 (Categorie: locuire civilă) (Tip: locuință)                                             | sat Vințu de Jos, comuna Vințu de Jos     | Deasupra satului                                        |                                | 1960       |                                                 | Încărcați imagine | Raportați eroare |
| 8835.01.03                               | Situl arheologic de la Vințu de Jos (Sibișeni) - "Deasupra satului" / ansamblu anonim (Categorie: locuire civilă) (Tip: Așezare)                                                | sat Vințu de Jos, comuna Vințu de Jos     | Deasupra satului                                        |                                | 1960       |                                                 | Încărcați imagine | Raportați eroare |
| 8835.01.03                               | Situl arheologic de la Vințu de Jos (Sibișeni) - "Deasupra satului" / complex anonim (Categorie: locuire civilă) (Tip: groapă)                                                  | sat Vințu de Jos, comuna Vințu de Jos     | Deasupra satului                                        |                                | 1960       |                                                 | Încărcați imagine | Raportați eroare |
| 8835.01.04                               | Situl arheologic de la Vințu de Jos (Sibișeni) - "Deasupra satului" / ansamblu anonim (Categorie: locuire civilă) (Tip: Așezare)                                                | sat Vințu de Jos, comuna Vințu de Jos     | Deasupra satului                                        | Turdaș                         | 1960       |                                                 | Încărcați imagine | Raportați eroare |